# Дудова, Биляна
Биляна Дудова (болг. Биляна Дудова, род. 1 августа 1997) — болгарская спортсменка, борец вольного стиля, чемпионка мира, призёр чемпионатов мира и Европы, четырёхкратная чемпионка Европы.

## Биография
Обучалась в Юго-Западном университете в Благоевграде. 
В 2017 году на чемпионате Европы по борьбе в Сербии в категории до 55 кг одолела всех соперников и стала чемпионкой. 
На Европейском первенстве 2018 года в Каспийске Биляна в ранге чемпионки отстаивала свой титул. Ей это удалось, она второй раз подряд взошла на первую ступень пьедестала. 
В 2018 году на чемпионате мира в Будапеште стала второй в весовой категории до 57 кг и завоевала серебряную медаль.
На чемпионате Европы 2019 года в Бухаресте завоевала золотую медаль в весовой категории до 59 кг. 
В феврале 2020 года на чемпионате континента в итальянской столице, в весовой категории до 59 кг Биляна в схватке за чемпионский титул уступила спортсменке из Молдавии Анастасии Никите и завоевала серебряную медаль европейского первенства.
На чемпионате Европы 2021 года, который проходил в апреле в Варшаве, в весовой категории до 59 кг, болгарская спортсменка завоевала золотую медаль и стала четырёхкратной чемпионкой Европы.
В апреле 2024 года на Европейском квалификационном турнире в Баку ей удалось завоевать лицензию для своей страны на летние Олимпийские игры 2024 в весовой категории до 62 кг.
В апреле 2025 года на чемпионате Европы в Братиславе в весовой категории до 62 кг завоевала бронзовую медаль. В схватке за третье место одолела соперницу из России Алину Касабиеву.